# NGC 2698
NGC 2698 é uma galáxia espiral (S0-a) localizada na direcção da constelação de Hydra. Possui uma declinação de -03° 11' 03" e uma ascensão recta de 8 horas, 55 minutos e 36,4 segundos.
A galáxia NGC 2698 foi descoberta em 11 de Março de 1826 por John Herschel.